# Philygria flavipes
Philygria flavipes är en tvåvingeart som först beskrevs av Fallen 1823.  Philygria flavipes ingår i släktet Philygria och familjen vattenflugor. Arten är reproducerande i Sverige. Inga underarter finns listade i Catalogue of Life.